# Eragrostis pallens
Eragrostis pallens är en gräsart som beskrevs av Eduard Hackel. Eragrostis pallens ingår i släktet kärleksgrässläktet, och familjen gräs. Inga underarter finns listade i Catalogue of Life.